# Грушко Роман Миколайович
Рома́н Микола́йович Грушко́ — старший солдат Збройних сил України, учасник російсько-української війни.

## Короткий життєпис
Батько Романа, Микола Терентійович Грушко — полковник запасу, громадський діяч, голова районної організації ветеранів війни, праці та ЗСУ, викладає у Липовецькій школі предмет «Захист Вітчизни», з 2015 року — міський голова Липовця. Роман здобув середню спеціальну освіту за фахом лісове господарство, працював лісником. Був керівником підрозділу з лісових насаджень на залізниці (станція «Погребище»).
Мобілізований у серпні 2014-го, оператор-навідник, 30-та окрема механізована бригада.
11 лютого 2015-го загинув під час танкового обстрілу українських позицій, вчиненого російськими терористами-найманцями в районі міста Дебальцеве, Донецької області.
Без Романа залишились батьки Микола Терентійович і Наталя Миколаївна, молодший брат, дружина Марта, донька Настя 2012 року народження. Похований у місті Липовець, в останню дорогу проводило до 3000 земляків.

### Нагороди
За особисту мужність і героїзм, виявлені у захисті державного суверенітету та територіальної цілісності України, вірність військовій присязі під час російсько-української війни, відзначений — нагороджений
- 13 серпня 2015 року — орденом «За мужність» III ступеня.